# 張延通
張 延通（ちょう えんつう、生年不詳 - 969年）は、中国の北宋の軍人。本貫は潞州潞城県。

## 経歴
後周の右金吾衛上将軍の張彦成の子として生まれた。父の蔭官により供奉官に任じられた。宋初に通事舎人を経て、東上閤門副使に転じた。
後蜀滅亡後の蜀の反乱を鎮圧するため、延通は西川兵馬都監となり、丁徳裕・王班・張嶼らとともに蜀に駐屯した。丁徳裕の独断専行を延通が非難したため、丁徳裕はこのことを憎んだ。また延通は張嶼とも気が合わなかったが、後に和解したため、丁徳裕は延通と張嶼が朋党を結んでいると疑って喜ばなかった。開宝2年（969年）、張嶼が先に開封に帰ると、趙匡胤はかれに厚く賜与した。次いで延通と丁徳裕が相次いで帰京したが、まず延通を召し出し、丁徳裕の待遇はやや悪かった。丁徳裕は疑念を抱いて、延通の不法を訴え、張嶼と朋党を結んでいると指弾した。趙匡胤は延通と張嶼・王班を収監して御史台に調べさせた。趙匡胤は延通の言い分を聞くために召し出したが、延通の答えが反抗的だったため、延通を斬刑に処した。張嶼・王班と王仁吉は鞭打ちの刑を受け、さらに張嶼は沙門島に配流された。

## 伝記資料
- 『宋史』巻274 列伝第33